# NGC 7279
NGC 7279 (другие обозначения — PGC 68896, ESO 405-21, MCG -6-49-5, IRAS22243-3523) — спиральная галактика с перемычкой (SBc) в созвездии Южная Рыба.
Этот объект входит в число перечисленных в оригинальной редакции «Нового общего каталога».